# Amt Bad Wilsnack/Weisen
Das Amt Bad Wilsnack/Weisen mit Sitz in der Stadt Bad Wilsnack ist ein 1992 gebildetes Amt im Landkreis Prignitz des Landes Brandenburg, in dem zunächst neun Gemeinden im damaligen Kreis Perleberg zu einem Verwaltungsverbund zusammengefasst wurden. Durch Eingliederungen und Gemeindezusammenschlüsse hat sich die Zahl der amtsangehörigen Gemeinden auf fünf reduziert.

## Geographische Lage
Das Amt liegt im Süden des Landkreises Prignitz und grenzt im Westen an die Stadt Wittenberge, im Norden an die Stadt Perleberg, im Osten an die Gemeinde Plattenburg sowie im Süden an das Land Sachsen-Anhalt.

## Gemeinden und Ortsteile
Das Amt Bad Wilsnack-Weisen besteht derzeit aus fünf amtsangehörigen Gemeinden:
- Bad Wilsnack (Stadt) mit dem Ortsteil Grube, den bewohnten Gemeindeteilen Groß Lüben, Haaren, Jackel, Karthan, Klein Lüben, Scharleuk und Sigrön sowie den Wohnplätzen Arnoldsruh, Kampehl und Lanken[3]
- Breese mit dem Ortsteil Groß Breese, dem bewohnten Gemeindeteil Kuhblank und den zwei Wohnplätzen Ausbau und Buutendörp[4]
- Legde/Quitzöbel mit den Gemeindeteilen Legde, Lennewitz, Roddan und Quitzöbel sowie dem Wohnplatz Wehrwärterhaus[5]
- Rühstädt mit den Gemeindeteilen Abbendorf, Bälow und Gnevsdorf sowie den Wohnplätzen Ronien, Sandkrug und Ziegelei[6]
- Weisen mit dem Gemeindeteil Schilde und dem Wohnplatz Waldhaus[7]

## Geschichte
Der Minister des Innern des Landes Brandenburg erteilte der Bildung des Amtes Bad Wilsnack/Weisen am 27. Juli 1992 (mit Wirkung zum 1. August 1992) seine Zustimmung. Das Amt hat seinen Sitz in Bad Wilsnack und bestand zunächst aus folgenden Gemeinden:
1. Bentwisch
2. Breese
3. Groß Breese
4. Grube
5. Legde
6. Quitzöbel
7. Rühstädt
8. Weisen
9. Stadt Bad Wilsnack

Die Gemeinde Bentwisch wurde zum 1. Dezember 1997 in die Stadt Wittenberge eingegliedert und schied aus dem Amt aus. Zum 31. Dezember 2001 wurde die Gemeinde Grube in die Gemeinde Bad Wilsnack eingegliedert. Zum 31. März 2002 bildeten die Gemeinden Legde und Quitzöbel die neue Gemeinde Legde/Quitzöbel. Am 26. Oktober 2003 wurde die Gemeinde Groß Breese in die Gemeinde Breese eingegliedert.

## Bevölkerungsentwicklung
| Jahr | Einwohner |
| ---- | --------- |
| 1992 | 7 222     |
| 1995 | 7 367     |
| 2000 | 7 342     |
| 2005 | 6 921     |
| 2010 | 6 454     |
| 2015 | 6 098     |

| Jahr | Einwohner |
| ---- | --------- |
| 2020 | 6 091     |
| 2021 | 6 062     |
| 2022 | 6 154     |
| 2023 | 6 144     |
| 2024 | 6 086     |

Gebietsstand des jeweiligen Jahres, Einwohnerzahl: Stand 31. Dezember, ab 2011 auf Basis des Zensus 2011, ab 2022 auf Basis des Zensus 2022

## Politik

### Amtsdirektor
- bis 2014: Hans-Jürgen Arndt
- seit 2014: Torsten Jacob

Jacob wurde am 5. Juni 2014 durch den Amtsausschuss gewählt. Er trat sein Amt am 1. November 2014 an. Der Amtsausschuss bestätigte ihn am 11. Mai 2022 für eine weitere Amtsdauer von acht Jahren.

### Wappen
Das Wappen des Amtes Bad Wilsnack/Weisen zeigt im goldenen Schildhaupt eine blaue, den Buchstaben W assoziierende Wellenleiste. Darunter in Grün drei goldene, eichenblattgezackte Adelskronen.
Das Wappen wurde vom Heraldiker Uwe Reipert gestaltet.

## Belege
1. ↑  Bevölkerungsstand im Land Brandenburg Dezember 2024 (Fortgeschriebene amtliche Einwohnerzahlen, basierend auf dem Zensus 2022) (Hilfe dazu).
2. ↑  Kommunalverzeichnis des Landes Brandenburg
3. ↑  Bad Wilsnack | Service Brandenburg. Abgerufen am 1. Mai 2024.
4. ↑  Breese | Service Brandenburg. Abgerufen am 1. Mai 2024.
5. ↑  Legde/Quitzöbel | Service Brandenburg. Abgerufen am 1. Mai 2024.
6. ↑  Rühstädt | Service Brandenburg. Abgerufen am 1. Mai 2024.
7. ↑  Weisen | Service Brandenburg. Abgerufen am 1. Mai 2024.
8. ↑  Bildung der Ämter Boitzenburg/Uckermark, Bad Wilsnack/Weisen, Gerswalde und Pritzwalk-Land. Bekanntmachung des Ministers des Innern vom 27. Juli 1992. Amtsblatt für Brandenburg – Gemeinsames Ministerialblatt für das Land Brandenburg, 3. Jahrgang, Nummer 58, 12. August 1992, S. 1018/9.
9. ↑  Eingliederung der Gemeinde Bentwisch in die Stadt Wittenberge. Bekanntmachung des Ministeriums des Innern vom 26. Oktober 1997. Amtsblatt für Brandenburg – Gemeinsames Ministerialblatt für das Land Brandenburg, 8. Jahrgang, Nummer 50, 16. Dezember 1997, S. 998
10. ↑  Eingliederung der Gemeinde Grube in die Stadt Bad Wilsnack. Bekanntmachung des Ministeriums des Innern vom 30. November 2001. Amtsblatt für Brandenburg – Gemeinsames Ministerialblatt für das Land Brandenburg, 12. Jahrgang, Nummer 51 19. Dezember 2001, S. 878 PDF
11. ↑  Bildung einer neuen Gemeinde Legde/Quitzöbel. Bekanntmachung des Ministeriums des Innern vom 28. Februar 2002. Amtsblatt für Brandenburg – Gemeinsames Ministerialblatt für das Land Brandenburg, 13. Jahrgang, Nummer 13, 27. März 2002, S. 401 PDF
12. ↑  Fünftes Gesetz zur landesweiten Gemeindegebietsreform betreffend die Landkreise Barnim, Märkisch-Oderland, Oberhavel, Ostprignitz-Ruppin, Prignitz, Uckermark (5.GemGebRefGBbg), vom 24. März 2003 (GVBl.I/03, Nr. 05, S. 82), geändert durch Gesetz vom 1. Juli 2003 (GVBl.I/03, Nr. 10, S. 187)
13. ↑  Historisches Gemeindeverzeichnis des Landes Brandenburg 1875 bis 2005. Landkreis Prignitz. S. 12–13
14. ↑  Bevölkerung im Land Brandenburg von 1991 bis 2017 nach Kreisfreien Städten, Landkreisen und Gemeinden, Tabelle 7
15. ↑  Amt für Statistik Berlin-Brandenburg (Hrsg.): Statistischer Bericht A I 7, A II 3, A III 3. Bevölkerungsentwicklung und Bevölkerungsstand im Land Brandenburg (jeweilige Ausgaben des Monats Dezember)
16. ↑  Torsten Jacob wird Amtsdirektor. In: Schweriner Volkszeitung, 8. Juni 2014
17. ↑  Torsten Jacob soll Amtsdirektor von Bad Wilsnack/Weisen bleiben. In: Schweriner Volkszeitung. 12. Mai 2022, abgerufen am 19. Juli 2022.
18. ↑  Wappen des Amtes Bad Wilsnack-Weisen